# Whiskyn's
Whiskyn's est un groupe catalan de musique pop-rock de Reus, Catalogne avec le nom Whysky'ns Cullons en 1992, après la dissolution du group Terrat (1989-1991). Les membres sont Joan Masdéu, Manuel Lucio, Gerard Roca et Nando Oterino. 

## Discographie
- Maqueta (1992)
- Whisky'ns cullons (1994)
- Toc al dos (1996)
- Lila (1997)
- De la nit al dia (1999)
- Lluny (2001)
- On (2004)
- Souvenirs (2005)
- Reus-París-Londres (2007)

Participations:
- Els Joves (1993)
- Com un Huracà (1996)
- Altres cançons de Nadal, 2 (2002)
- Deixa't estimar en català-2 (2002)
- Remixes Global 06 (2006)
- El disc de la Marató (2006)